# Gladys Conde
Gladys Conde Camargo (Cuzco, 1982) es una cantante, poetisa y compositora peruana.

## Biografía

### Carrera musical
Ha publicado Zorrito Ramón en 2011, donde combina la música andina con sonidos urbanos; Intiwawacha en 2012, disco donde recopila sonidos tradicionales a modo de canciones de cuna; y El vuelo de katari en 2013, una fusión de cantos andinos con música flamenca. En 2017 publicó Wanamey, obra musical que ahonda en la cultura amazónica cuzqueña.

### Carrera literaria
En 2006 obtuvo una mención honrosa en Poesía por el Premio Regional de Cultura de Cusco, por la que pudo publicar su obra en el libro Antología Poética del Cusco (2007). Posteriormente publicaría Juego y silencio (2009).

## Discografía
- Zorrito Ramón (2011)
- Intiwawacha (2012)
- El vuelo de katari (2013)

## Publicaciones
- Antología Poética del Cusco (2007)
- Juego y silencio (2009)